# Olivier Heuzé
Pour les articles homonymes, voir Heuzé.
Olivier Heuzé, né le 3 octobre 1881 à Pont-de-Gennes (Sarthe) et mort le 19 novembre 1925 à Paris (Seine), est un homme politique français.

## Biographie
Dirigeant d'une imprimerie, il est aussi secrétaire de rédaction du journal La République sociale de l'Ouest. Conseiller municipal du Mans de 1917 à 1923, il démissionne avant de prendre la mairie en 1924. Il est député de la Sarthe de 1924 à 1925, inscrit au groupe socialiste. Il est vice-président de la commission de l'administration générale.
Il est membre de la SFIO.
Olivier Heuzé est enterré au cimetière de l'Ouest du Mans. Sa tombe est d'une grande sobriété ; comme son enterrement, qui a eu lieu sans fleurs, ni couronnes, selon sa volonté.

### Sources
- « Olivier Heuzé », dans le Dictionnaire des parlementaires français (1889-1940), sous la direction de Jean Jolly, PUF, 1960 [détail de l’édition]